# Lijst van Alarmschijven in 2012
Deze hits waren in 2012 Alarmschijf op Radio 538:
| Nr.  | Datum        | Artiest                      | Titel                                   | Hoogste positie in Top 40 |
| ---- | ------------ | ---------------------------- | --------------------------------------- | ------------------------- |
| 2175 | 7 januari    | Hot Chelle Rae & New Boyz    | I like it like that                     | 28                        |
| 2176 | 14 januari   | Jason Mraz                   | I won't give up                         | 3                         |
| 2177 | 21 januari   | Jason Derülo                 | Breathing                               | 28                        |
| 2178 | 28 januari   | Lloyd & André 3000           | Dedication to my ex (Miss that)         | 6                         |
| 2179 | 4 februari   | Rihanna & Jay-Z              | Talk that talk                          | 29                        |
| 2180 | 11 februari  | Ed Sheeran                   | Lego house                              | 12                        |
| 2181 | 18 februari  | Coldplay & Rihanna           | Princess of China                       | 20                        |
| 2182 | 25 februari  | Chris Brown                  | Turn up the music                       | 24                        |
| 2183 | 3 maart      | Katy Perry                   | Part of me                              | 27                        |
| 2184 | 10 maart     | John Mayer                   | Shadow days                             | 17                        |
| 2185 | 17 maart     | Afrojack & Shermanology      | Can't stop me                           | 8                         |
| 2186 | 24 maart     | The Babysitters Circus       | Everything's gonna be alright           | 20                        |
| 2187 | 31 maart     | Carly Rae Jepsen             | Call me maybe                           | 2                         |
| 2188 | 7 april      | K'naan & Nelly Furtado       | Is anybody out there?                   | 15                        |
| 2189 | 14 april     | Taio Cruz                    | Troublemaker                            | 22                        |
| 2190 | 21 april     | Simple Plan & Sean Paul      | Summer paradise                         | 7                         |
| 2191 | 28 april     | Maroon 5 & Wiz Khalifa       | Payphone                                | 8                         |
| 2192 | 5 mei        | Nelly Furtado                | Big hoops (Bigger the better)           | 26                        |
| 2193 | 12 mei       | BLØF                         | Later als ik groter ben                 | 25                        |
| 2194 | 19 mei       | Flo Rida                     | Whistle                                 | 3                         |
| 2195 | 26 mei       | Usher                        | Scream                                  | 18                        |
| 2196 | 2 juni       | Train                        | 50 Ways to say goodbye                  | 14                        |
| 2197 | 9 juni       | Rudimental & John Newman     | Feel the love                           | 2                         |
| 2198 | 16 juni      | Katy Perry                   | Wide awake                              | 26                        |
| 2199 | 23 juni      | Ben Howard                   | Keep your head up                       | 12                        |
| 2200 | 30 juni      | Maroon 5                     | One more night                          | 15                        |
| 2201 | 7 juli       | Will.i.am & Eva Simons       | This is love                            | 1(1wk)                    |
| 2202 | 14 juli      | P!nk                         | Blow me (One last kiss)                 | 14                        |
| 2203 | 21 juli      | Fun.                         | Some Nights                             | 9                         |
| 2204 | 28 juli      | No Doubt                     | Settle down                             | 28                        |
| 2205 | 4 augustus   | The Script & Will.i.am       | Hall of Fame                            | 17                        |
| 2206 | 11 augustus  | Owl City & Carly Rae Jepsen  | Good time                               | 7                         |
| 2207 | 18 augustus  | David Guetta & Sia           | She wolf (Falling to pieces)            | 11                        |
| 2208 | 25 augustus  | Taylor Swift                 | We are never ever getting back together | 16                        |
| 2209 | 1 september  | Mika & Pharrell Williams     | Celebrate                               | 35                        |
| 2210 | 8 september  | Rita Ora                     | How we do (Party)                       | 28                        |
| 2211 | 15 september | Alicia Keys & Nicki Minaj    | Girl on fire                            | 5                         |
| 2212 | 22 september | Usher                        | Numb                                    | 36                        |
| 2213 | 29 september | Robbie Williams              | Candy                                   | 3                         |
| 2214 | 6 oktober    | Rihanna                      | Diamonds                                | 3                         |
| 2215 | 13 oktober   | Kane                         | Come together                           | 16                        |
| 2216 | 20 oktober   | Bruno Mars                   | Locked out of heaven                    | 5                         |
| 2217 | 27 oktober   | P!nk                         | Try                                     | 23                        |
| 2218 | 3 november   | Passenger                    | Let her go                              | 1(2wk)                    |
| 2219 | 10 november  | Conor Maynard & Ne-Yo        | Turn around                             | 15                        |
| 2220 | 17 november  | Labrinth & Emeli Sandé       | Beneath your beautiful                  | 16                        |
| 2221 | 24 november  | Staygold, Style of Eye & Pow | Wallpaper                               | 6                         |
| 2222 | 1 december   | Carly Rae Jepsen             | This kiss                               | 28                        |
| 2223 | 8 december   | The Opposites                | Hey dj                                  | 18                        |
| 2224 | 15 december  | Maroon 5                     | Daylight                                | 29                        |
| 2225 | 22 december  | Sandra van Nieuwland         | Venus                                   | 25                        |
| -    | 29 december  | geen Alarmschijf             | geen Alarmschijf                        | geen Alarmschijf          |

1969 ·
1970 ·
1971 ·
1972 ·
1973 ·
1974 ·
1975 ·
1976 ·
1977 ·
1978 ·
1979 ·
1980 ·
1981 ·
1982 ·
1983 ·
1984 ·
1985 ·
1986 ·
1987 ·
1988 ·
1989 · 
1990 · 
1991 · 
1992 · 
1993 · 
1994 · 
1995 · 
1996 · 
1997 · 
1998 · 
1999 · 
2000 · 
2001 · 
2002 · 
2003 · 
2004 · 
2005 · 
2006 · 
2007 · 
2008 · 
2009 ·
2010 ·
2011 ·
2012 ·
2013 ·
2014 ·
2015 ·
2016 ·
2017 ·
2018 ·
2019 ·
2020 ·
2021 ·
2022 ·
2023 ·
2024 ·
2025